# Hans Treitler
Hans Treitler (* 11. August 1940 in Gallbrunn; † 11. Juli 2024) war ein österreichischer Politiker (ÖVP) und Hauptschuldirektor. Er war von 1983 bis 1998 Abgeordneter zum Landtag von Niederösterreich sowie kurzfristig Mitglied des Bundesrates.
Treitler besuchte nach der Volksschule in Schönabrunn das Bundesrealgymnasium in Bruck an der Leitha und absolvierte danach von 1954 bis 1959 die Lehrerbildungsanstalt in Wiener Neustadt. Er arbeitete in der Folge von 1959 bis 1963 als Volksschullehrer, war danach bis 1968 Volksschulleiter und unterrichtete danach Mathematik, Physik/Chemie, Bildnerische Erziehung und Kurzschrift an einer Hauptschule. 1976 übernahm er die Funktion eines Hauptschullehrers. Zudem studierte Treitler zeitweise Psychologie, Pädagogik, Anthropologie an der Universität Wien. Treitler wurde 1972 Gemeinderat in Amstetten, hatte von 1975 bis 1995 das Amt des Vizebürgermeisters inne und fungierte danach bis 1997 erneut als Gemeinderat. Er wirkte zudem von 1972 bis 1988 als ÖVP-Stadtparteiobmann und war von 1979 bis 1995 Hauptbezirksobmann des ÖAAB Amstetten. Zudem war er von 1994 bis 1998 als Mitglied des Landesvorstandes des ÖAAB Niederösterreich aktiv. Er vertrat die ÖVP vom 1. Dezember 1983 bis zum 16. April 1998 im Niederösterreichischen Landtag und war vom 1. Juli 1997 bis zum 2. Juli 1997 kurzfristig Bundesrat.

## Auszeichnungen
- Großes Silbernes Ehrenzeichen für Verdienste um die Republik Österreich
- Goldenes Komturkreuz des Ehrenzeichens für Verdienste um das Bundesland Niederösterreich